# Imanu
Imanu (bürgerlich Jonathan Immanuel Kievit; * 14. November 1998 in Saint-Denis, früher bekannt als Signal) ist ein niederländisch-surinamesischer DJ, Produzent und Musiker aus Rotterdam.

## Karriere
Nachdem Kievit im Alter von 10 Jahren von einem Freund Trance und Progressive House gezeigt bekommen hatte, begann er im Alter von 14 Jahren selber House zu produzieren. Einige Jahre später entdeckte Kievit das niederländische Drum-’n’-Bass-Trio Noisia und produzieren seit dem ebenfalls Drum ’n’ Bass. Schließlich wurden Noisia durch den Drum-’n’-Bass-Produzenten Fre4knc, der ihnen einen Song von Kievit schickt auf ihn aufmerksam und nahmen ihn auf ihrem Label Invisible Recordings unter Vertrag. Zu dem Zeitpunkt war Kievit 16 Jahre alt und nutzte das Alias Signal. Im Jahr 2018 gründete Kievit mit Mark McCann, bekannt als Abis und dem Rotterdamer Promoter Lars Dingeman das Label Dividid.
Im Jahr 2019 begann Kievit ein neues Projekt unter dem Namen Imanu, welches seitdem aktiv ist. Als Imanu entwickelte sich Kievit über die Genregrenzen des Drum ’n’ Bass hinaus und lässt seine Musik u. a. von House, Techno oder Footwork beeinflussen. Selbst beschrieb Kievit den Stil seiner Musik als „Future Breaks“ und nennt Flume als seinen primären Einfluss neben Sophie, Cashmere Cat und Arca.
Seit seinen Anfängen als Imanu hat Kievit Musik auf bedeutenden elektronischen Musiklabeln wie Zeds Dead's Deadbeats, Noisia's VISION und UKF Music veröffentlicht und mit Noisia, What So Not, KUČKA, josh pan und Pham zusammengearbeitet.
Im Jahr 2021 ernannte Beatport Kievit zu einem von sechs Beatport NEXT-Künstlern und unterstützte ihn ein ganzes Jahr lang mit Store-Featurings, redaktionellen Beiträgen, Live-Streams und Social-Media-Support.
Am 16. September 2022 erschien Kievits Debütalbum „Unfold“ auf dem Label Deadbeats.

## Diskografie

### Als Signal
- 2016: Parallax EP (Critical Recordings)
- 2017: Mantura EP (feat. Disprove) (Invisible Recordings)
- 2018: The Wall EP (feat. Abis) (Dividid)
- 2018: Doom Desire EP (Shogun Audio)
- 2018: Solitude EP (Invisible Recordings)
- 2018: Torment/2ME EP (Dividid)

### Als Imanu
Singles/EPs
- 2019: EGO EP (Vision Recordings)
- 2020: Memento EP (Vision Recordings)
- 2020: Re:IMANU (Vision Recordings)
- 2020: Cheren EP (Vision Recordings)
- 2020: Love That Never (IMANU Remix) (Young Art Records)
- 2020: Preamble (feat. Icicle) (Vision Recordings)
- 2020: Re: IMANU (Vision Recordings)
- 2021: I'm Fine (IMANU Remix) (Kannibalen Records)
- 2021: A Taste of Hope (UKF)
- 2021: Glass Hearts (feat. Sleepnet) (Vision Recordings)
- 2021: Skin to Skin (Heaven Sent)
- 2021: A Taste Of Hope (Hallowvale) (UKF)
- 2021: Buried (feat. HYPRESSION) (Deadbeats)
- 2021: Gaspin 4 Air (feat. Leotrix & The Caracal Project) (UKF)
- 2021: Incessant (IMANU remix) (Vision Recordings)
- 2022: Neiges / La Fournaise (feat.The Caracal Project & Josh Pan) (Critical Music)
- 2022: Kotaro (feat. Jon Casey) (Sable Valley Records)
- 2022: A Taste of Hope (Remixes) (UKF)
- 2022: It's Our Destiny (feat. Kučka) (Deadbeats)
- 2022: Somehow We Lost It All (feat. Pham & Josh Pan) (Deadbeats)
- 2022: Shift (with Noisia) (Vision Recordings)
- 2022: Temper (feat. LIA) (Deadbeats)
- 2022: Pillow Talk (feat. Wingtip und What So Not) (Deadbeats)
- 2022: Empress (Deadbeats)
- 2023: Paradise (Deadbeats)

Alben
- 2022: Unfold (Deadbeats)